# NEXPTIME
En teoría de la complejidad computacional, la clase de complejidad NEXPTIME es el conjunto de los problemas de decisión que pueden ser resueltos en una máquina de Turing no determinista en tiempo O(2p(n)), donde p(n) es una función polinomial sobre  n.
En función de  NTIME,
{\displaystyle {\mbox{NEXPTIME}}=\bigcup _{k\in \mathbb {N} }{\mbox{NTIME}}(2^{n^{k}})}
- Datos: Q1575791